# Euxoa pestula
Euxoa pestula là một loài bướm đêm trong họ Noctuidae.